# 旅行之歌
《旅行之歌》是一部2006年的波斯尼亞語電影，講述了波黑戰爭期間薩拉熱窩的一位單身媽媽的故事。電影在2006年柏林國際電影節上獲得了金熊獎。

## 外部連結
- Official website （页面存档备份，存于）
- 開眼電影網上《旅行之歌》的資料（繁體中文）
- 豆瓣电影上《格巴维察》的資料 （简体中文）
- 时光网上《格巴维察》的資料（简体中文）
- AllMovie上《旅行之歌》的资料（英文）
- 爛番茄上《旅行之歌》的資料（英文）
- Box Office Mojo上《旅行之歌》的資料（英文）
- TCM电影资料库上《旅行之歌》的资料（英文）
- Metacritic上《旅行之歌》的資料（英文）
- 互联网电影数据库（IMDb）上《旅行之歌》的资料（英文）